# COS Zakopane (tor łyżwiarski)

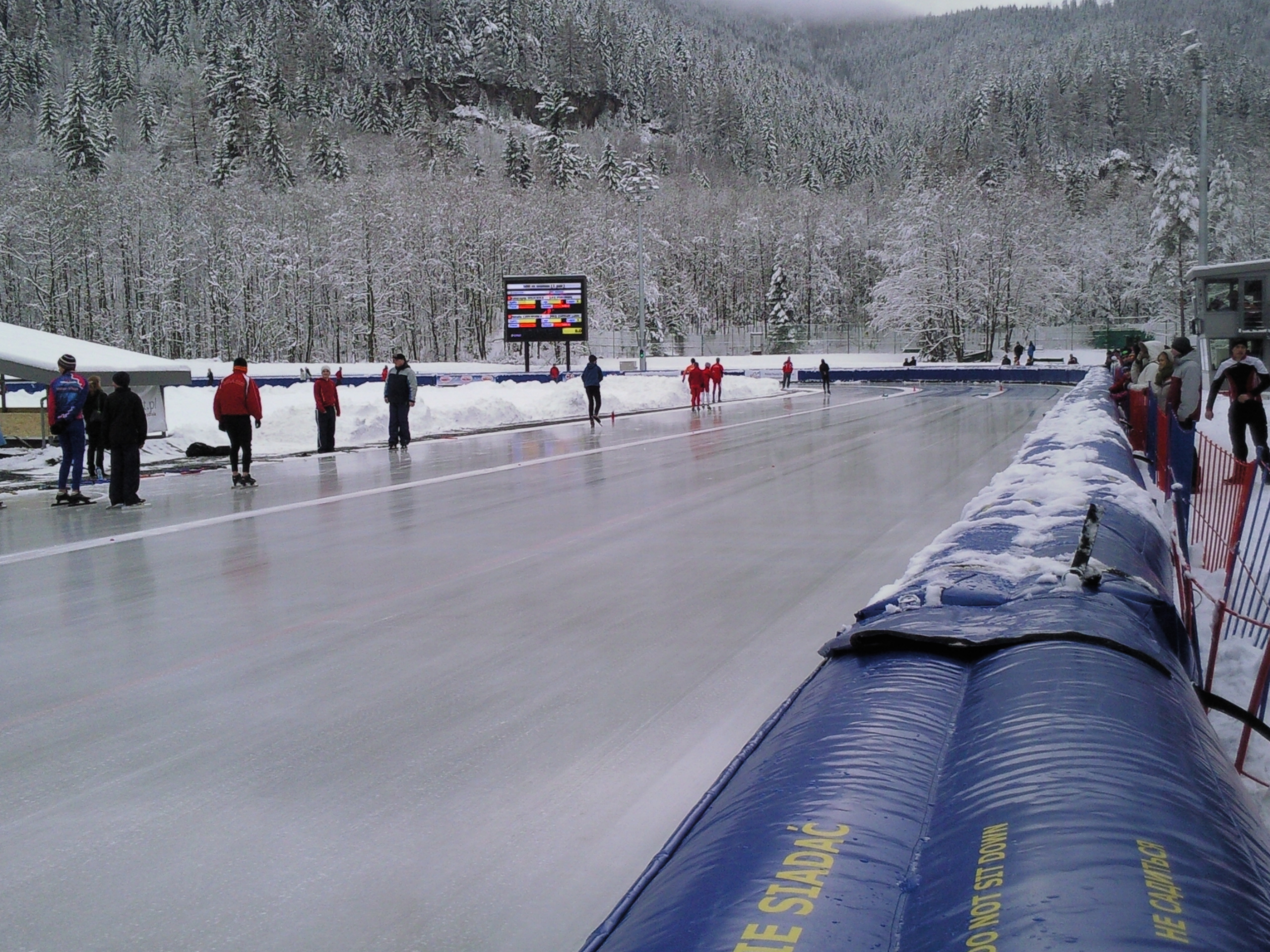
Tor lodowy COS OPO Zakopane

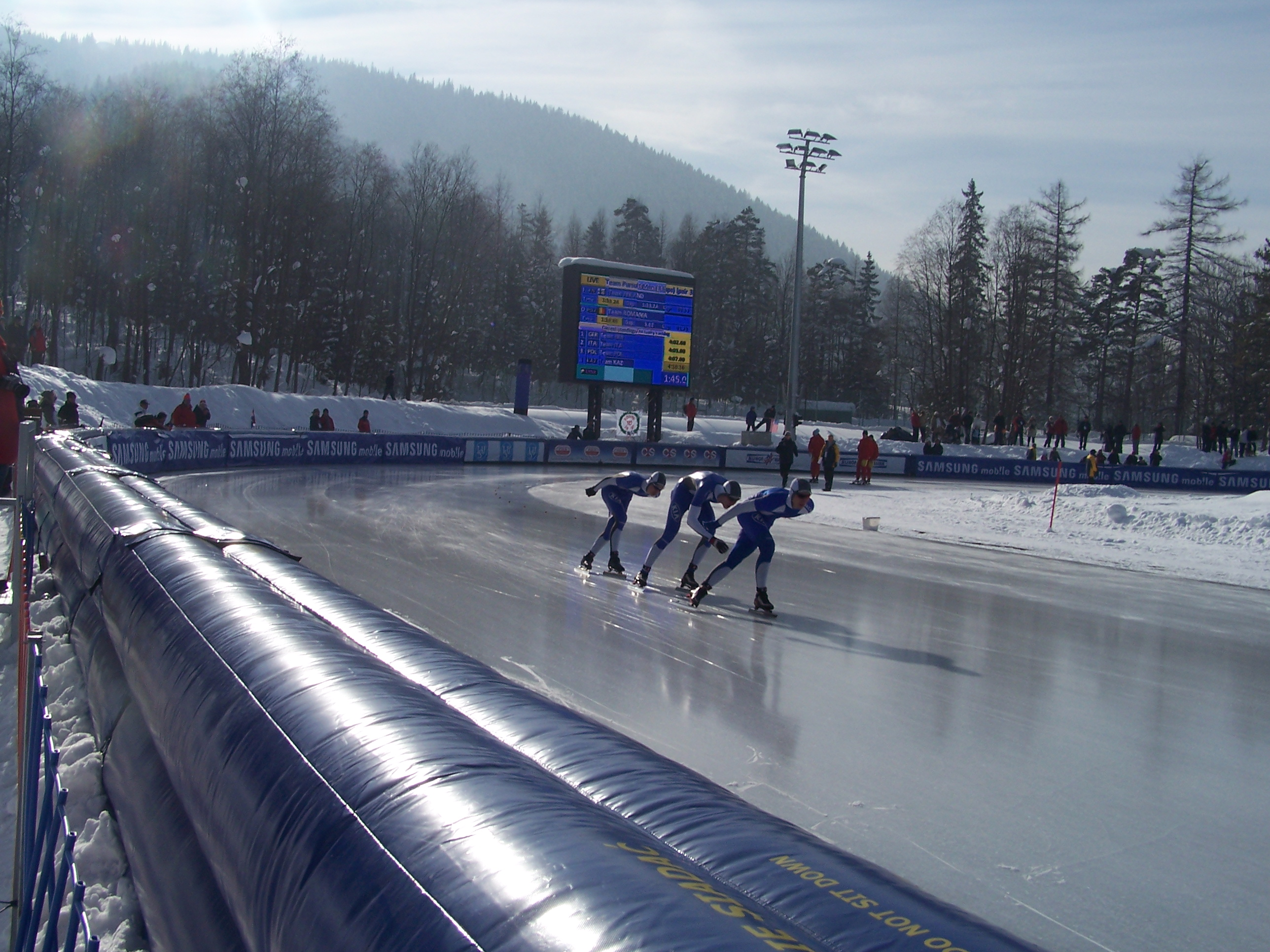
Tor lodowy COS OPO Zakopane

COS Zakopane (Tor lodowy Centralnego Ośrodka Sportu w Zakopanem) – sztucznie mrożony tor łyżwiarski, służący do uprawiania łyżwiarstwa szybkiego, położony w Zakopanem, na wysokości 932 m n.p.m. Obiekt zlokalizowany jest przy ulicy Bronisława Czecha 1 i funkcjonuje w ramach Ośrodka Przygotowań Olimpijskich COS Zakopane, a zarządza nim Centralny Ośrodek Sportu.
Jest najwyżej położonym i przez to najszybszym z czterech działających sztucznych torów łyżwiarskich w Polsce. Na obiekcie trenują panczeniści klubów łyżwiarskich SN PTT Zakopane, AZS Zakopane, ZSMS Zakopane.
Budowę toru rozpoczęto w połowie lat 50. XX wieku, a zakończono w 1956. Od momentu otwarcia do 2007 funkcjonował jako tor naturalny (naturalnie mrożony). 14 listopada 2008 zakończono wartą 18,6 mln zł przebudowę toru naturalnego na sztucznie mrożony.
Tor lodowy spełnia wymogi Światowej Federacji Łyżwiarstwa Szybkiego i posiada następujące parametry:
- długość sportowa: 400 m,
- szerokość: 13 m (2 tory o szerokości 4 m każdy + tor rozgrzewkowy o szerokości 5 m),
- bandy pneumatyczne o długości 600 m,
- sztuczne oświetlenie o mocy 1200 luksów (zamontowane na 10 masztach).

Tuż przy torze zlokalizowany jest pawilon obiektu, posiadający: szatnie, zaplecze sanitarne, zaplecze techniczne (maszynownia) oraz kawiarnię.
W kwietniu 2022 w miejscu starego toru podjęto budowę zadaszonego toru. Budowa miała być ukończona jesienią 2024, ale  z powodu roszczeń generalnego wykonawcy, jak podano we wrześniu 2024 roku,  jego oddanie jest opóźnione.  

## Łyżwiarstwo szybkie
Na przestrzeni lat na torze w Zakopanem odbywało się wiele zawodów rangi mistrzowskiej.
- Mistrzostwa Świata Juniorów w Łyżwiarstwie Szybkim 2009
- Puchar Świata Juniorów w Łyżwiarstwie Szybkim 2010[7]
- Mistrzostwa Polski w Łyżwiarstwie Szybkim na Dystansach 2010
- Mistrzostwa Polski w Łyżwiarstwie Szybkim na Dystansach 2011
- Mistrzostwa Polski w Łyżwiarstwie Szybkim na Dystansach 2012